# Colbie Caillat
Colbie Marie Caillat (28. svibnja 1985.) je američka pop folk pjevačica. Podrijetlom je iz Malibua, Kalifornija. Svoj prvi studijski album Coco izdala je u srpnju 2007. Album je ponudio hitove poput Bubbly i Realize. 2008. je pjevala na hitu Lucky Jason Mraza, a pjesma je dobila nagradu Grammy. Drugi album Breakthrough, izdala je u kolovozu 2009. Album je nominiran za najbolji pop vokalni album na dodjeli nagrada Grammy. 2011. izdaje svoj treći album All of You s hitovima poput I Do i Brighter Than the Sun. 23. listopada 2012. izdaje svoj četvrti studijski, a prvi blagdanski album Christmas in the Sand, koji također uključuje i pjesmu iz 2007. Mistletoe. 2013. snima duet s Gavin Degrawom za film Safe Haven. 2014. izdaje svoj EP Gypsy Heart (Side A), prvi dio njezinog petog albuma Gypsy Heart, objavljenog iste godine.
U svojoj karijeri Caillat je osvojila osam nagrada Grammy te prodala 6 milijuna albuma i 10 milijuna singlova.

## Život i karijera

### 1985. – 2006.: Rani život i glazbeni počeci
Caillat je rođena u Malibuu, Kalifornija. Odrasla je u Newbury Parku u Kaliforniji. Otac joj je Ken Caillat, koji je kasnije producirao neke njezine albume. Još kad je bila beba, roditelji su joj dali nadimak Coco (Kasnije je to bilo ime njezinog prvog albuma.). Pohađala je lekcije za klavir u djetinjstvu, no s 11 godina je našla svoju pravu inspiraciju za stvaranje glazbe. Dok je bila djevojčica shvatila je da želi u budućnosti biti pjevačica, počela je ići na vokalne lekcije i več u 6. razredu je pjevala na pozornici. Caillat kasnije upoznaje Mikala Bluea. S 19 godina počinje svirati folk, i Mikal Blue joj je pomogao da snimi svoju prvu pjesmu. Kasnije se prijavila na glazbeni show American Idol, no to nije uspjelo (bila je odbijena) i nije mogla pjevati pred sucima. Drugi put, kad se prijavila na isti show, pred sucima je pjevala svoj današnji hit Bubbly, no opet je bila odbijena. Nakon što su je opet odbili rekla je: Bila sam sramežljiva. Bila sam nervozna. Nisam izgledala najbolje. I nisam bila spremna. No oni su rekli "ne". No popularnost na njezinom MySpace profilu dovelo je do broj 1 izvođača.

### 2007. – 2008.:Coco
Njezin debitanski album Coco objavljen je u srpnju 2007. Prvi singl s albuma, Bubbly dospjeo je do broja 5 na američkoj top listi Billboard Hot 100 i na broj 2 na top listi Pop 100. Dva sljedeća singla Realize (broj 20 na top listi Hot 100) i The Little Things (broj 94 na top listi Pop 100) napravila su uspjeh. Nakon odlaska na turneje s Goo Goo Dolls i Lifehouse 2007. godine, 2008. godine pridružuje se John Mayeru na njegovoj ljetnoj turneji. 2008. izdaje hit-singl Lucky, duet s Jasonom Mrazom za njegov album We Dance, We Sing, We Steal Things. U srpnju 2008. snima pjesmu Somethin' Special za ljetne olimpiske igre u Pekingu. Pjesma se također pojavila na deluxe verziji albuma. S Mikalom Blueom obradila je pjesmu Here Comes the Sun, slavne grupe Beatles. Također, gostovala je u pjesmi Hoy Me Voy za njegov album La vida... es un ratico (en vivo). U listopadu 2008. izdaje singl Midnight Bottle, koja je bila uvrštena u soundtrack pjesme iz brazilske opere Três Irmãs (Tri sestre). Ona je također pjevala na ovoj operi ovu pjesmu. 2008. gostovala je na albumu Fearless country pjevačice Taylor Swift na pjesmi Breathe, koju je ona napisala. 2008. izdaje svoj prvi EP Summer Sessions.

### 2009. – 2010.:Breakthrough
U kolovozu 2009. izdaje svoj drugi studijski album Breakthrough. Većinu albuma napisao je Jason Reeves, gitarist David Becker gostuje na dvije pjesme s albuma. Becker je prije albuma surađivao s ocem Colbie, Kenom Caillatom. Dok je pisala pjesme, pisala ih je u njen pisači blok. S prijateljem Jasonom Reevesom i njezinom prijateljicom Kara DioGuardi je pošla tri tjedna na Havaji kako bi pisala pjesme. Prvi singl, Fallin' for You izdan je u lipnju 2009. Drugi singl, You Got Me izdan je u siječnju 2010. a treći singl I Never Told You mjesec dana kasnije. U srpnju 2010. pjevala je pjesmu God Bless America za baseball utakmicu. U prosincu iste godine pjevala je na koncertu za Nobelovu nagradu. 2010. izdaje svoj drugi EP iTunes Sessions.

### 2011. – danas:All of You,Christmas in the Sandi "Gypsy Heart"
Treći studijski album Colbie Caillat, All of You, izdan je 6. srpnja 2011. Prvi singl, I Do izdan je u veljači 2011. Debitirao je na broju 38 na top listi Billboard Adult Pop Songs. kasnije je debitirao na broju 23 na top listi Billboard Hot 100. Drugi singl, Brighter Than the Sun izdat je u lipnju 2011. U svibnju 2012. izdaje treći singl Favourite Song u kojem gostuje Common. Kasnije je izdala četvrti singl What If koji se pojavio kao soundtrack na filmu Pisma Juliji. 2013. njena pjesma We Both Know pojavila se kao soundtrack za film Utočište. Iste godine je objavila novi singl Hold On, a na instagramu objavila i omot singla. Hold On je debitirao na broj četiri na Billboard Bubbling Under Hot 100 Singles. Na njezinoj web-stranici najavila je novi album za objavljivanje negdje u 2014. 9. lipnja iste godine objavila je treći EP Gypsy Heart (Side A), prvi dio njenog nadolazećeg albuma. S albuma je skinut hit singl Try koji je debitirao na broj 55 na Billboard Hot 100. EP je debitirao na broj 32 na Billboard 200. Album Gypsy Heart je izdan u rujnu 2014.

## Diskografija
- Coco (2007.)
- Breakthrough (2009.)
- All of You (2011.)
- Christmas in the Sand (2012.)
- Gypsy Heart (2014.)

## Vanjske poveznice
- | Logotip Zajedničkog poslužitelja | Zajednički poslužitelj ima još gradiva o temi Colbie Caillat |
- Službena stranica  Arhivirana inačica izvorne stranice od 4. rujna 2020. (Wayback Machine)